# Marios Karoyian
Marios Karoyian (grec moderne : Μάριος Καρογιάν), né le 31 mai 1961 à Nicosie, est un homme politique chypriote d’origine arménienne.

## Biographie
Marios Karoyian fait ses études de science politique à l'université de Pérouse, en Italie. Il est marié et a 2 enfants.
Il parle couramment grec, anglais, italien et espagnol. Il est membre du  Parti démocratique. 
Du 6 mars 2008 au 2 juin 2011, il était le président du Parlement de Chypre. Il est le leader du Parti démocratique.